# Liste des abbés de Royaumont
Liste des abbés de l'abbaye de Royaumont
La liste ci-dessous est exhaustive. Les intervalles entre les gouvernements de deux abbés mentionnés correspondent à des vacances du poste.

## Abbés réguliers
Selon la liste des abbés donnée par l'abbé Henri-Louis Duclos.
Si une seule année est indiqué, la période exacte du gouvernement de l'abbé n'est pas connue, et le gouvernement de l'abbé concerné n'est avéré avec certitude que pour l'année donnée.
- 1228-1236 : Bartholomée
- vers 1236 : Nivelon
- en 1240 : Robert Ier[2]
- ? - 1247: Ives ou Ivon[3]
- 1247 - ? : Reginald
- ? - 1256 : Adam de Saint-Leu[4]
- 1256 - 1277 : Robert II, exécuteur testamentaire de Saint-Louis[5]
- 1288 : Théobald
- 1293 : Robert III de Beaupuis
- 1296 : Guillaume Ier
- 1297 - 1302 : Alexandre
- 1311-1321 : Radulphe
- 1321-1347 : Robert IV de Verneuil
- 2 mars 1348-1348 : Jean Ier[6]
- 1349-1360 : Guillaume II
- 1362-1376 : Pierre Ier
- 1380 : Robert V
- 1390-1398 : Pierre II de Canavilla ou de Carnavillac
- 1400-1418 : Bertrand de Balneolis[7]
- 1418-1448 : Gilles Ier de Cupé[8]
- 1448-1453 : Jean II de Montirel, docteur de la Faculté de théologie et ancien abbé de Val-Marie[9]
- 1453-1458 : Gilles II (Égidius) de Roye, docteur de la Faculté de théologie et ancien professeur du Collège des Bernardins de Paris[10]
- 1460-1487 : Jean III Collé, docteur de la Faculté de théologie[11]
- 1487-1507 : Jean IV de Merré[12]
- 1508-1537 : Guillaume III Sallé de Bruyères
- 1537-1549 : Vacance

## Abbés commendataires
Voir la liste des abbés dans Duclos 1867, t. 2, p. 597.
- 1549-1557 : Mathieu de Longuejoue, ancien Maître des requêtes et évêque de Soissons à partir de 1534[13]
- 1557-1565 : Barnabé de Fayolles
- 1569-1573 : Pantaléon de La Roche-Joubert, conseiller du Roi[14]
- 1573-1576 : René de Daillon du Lude, évêque de Bayeux à partir de 1590
- 1586-1593 : Martin Fournier de Beaune-Semblançay, ancien évêque du Puy
- 1594-1620 : Philippe Hurault de Cheverny, évêque de Chartres à partir de 1599[15]
- 1620-1622 : Jean-Baptiste de Villeneuve[16]
- 1622-1645 : Henri Ier d’Escoubleau de Sourdis, archevêque de Bordeaux à partir de 1629[17]
- 20 mars 1647-1650 : Cardinal Jules Mazarin[18]
- 1650-1689 : Prince Alphonse-Louis de Lorraine-Harcourt (fils du comte Henri de Lorraine-Harcourt)
- 1689-9 juin 1728 : Prince François-Armand de Lorraine-Harcourt, docteur de la Faculté de théologie, évêque de Bayeux à partir de mars 1718[19]
- 1728-1734 : Charles Henri Phélypeaux de Pontchartrain, docteur de la Faculté de théologie, désigné évêque de Blois en 1733[20]
- 1736-1781 : Henri II Marie-Bernardin de Rosset de Ceilhes de Fleury, successivement archevêque de Tours 1750-1773 et de archevêque de Cambrai 1774-1781[21]
- 1782-1791 : Henri III Léonor-François Le Cornu de Balivière, aumônier ordinaire de Louis XVI[22]